# Carolyn Stewart Olsen
Carolyn Stewart-Olsen (1946 - ) est une sénatrice canadienne du Nouveau-Brunswick.

## Biographie
Carolyn Stewart-Olsen naît le 17 juillet 1946 à Sackville, au Nouveau-Brunswick.
Conservatrice, elle est nommée sénatrice sur avis de Stephen Harper le 27 août 2009.